# مينيسك (نيويورك)
مينيسك (بالإنجليزية: Minisink, New York)‏ هي بلدة أمريكية تقع في الولايات المتحدة في مقاطعة أورانج، نيويورك. يقدر عدد سكانها بـ 4,490 نسمة ومساحتها 60.0 كم2 وترتفع عن سطح البحر 169 متر.